# Seynod
Seynod is een voormalige gemeente in het Franse departement Haute-Savoie in de regio Auvergne-Rhône-Alpes. Seynod maakt deel uit van het arrondissement Annecy en sinds 1 januari 2017 van de gelijknamige gemeente.

## Geografie
De oppervlakte van Seynod bedraagt 19,2 km², de bevolkingsdichtheid is 852,3 inwoners per km².
De onderstaande kaart toont de ligging van Seynod met de belangrijkste infrastructuur en aangrenzende gemeenten.

## Demografie
Onderstaande figuur toont het verloop van het inwonertal (bron: INSEE-tellingen).